# Fontanita
La fontanita és un mineral de la classe dels carbonats. Rep el seu nom en honor de François Fontan (1942-2007), mineralogista i expert en pegmatites de la Universitat de Tolosa, França.

## Característiques
La fontanita és un carbonat de fórmula química Ca(UO₂)₃(CO₃)₂O₂(H₂O)₆. Va ser aprovada com a espècie vàlida per l'Associació Mineralògica Internacional l'any 1991. Cristal·litza en el sistema ortoròmbic. La seva duresa a l'escala de Mohs és 3. L'exemplar que va servir per a determinar l'espècie, el que es coneix com a material tipus, es troba conservat al Reial Institut Belga de Ciències Naturals, a Brussel·les, Bèlgica, amb el número d'identificació RC4216.
Segons la classificació de Nickel-Strunz, la fontanita pertany a «05.EC - Uranil carbonats, amb proporció UO₂:CO₃ < 1:1 - 1:2» juntament amb els següents minerals: metazel·lerita i zel·lerita.

## Formació i jaciments
Va ser descoberta a la zona d'oxidació del dipòsit d'urani de Rabejac, a la localitat de Lodève del departament d'Hérault, a Occitània, França, on sol trobar-se associada a la uranofana i a la bil·lietita. També ha estat descrita a la mina Bukov del dipòsit de Rožná, a la regió de Vysočina, a la República Txeca. Es tracta dels dos únics indrets on ha estat trobada aquesta espècie.